# Nombre de Weber

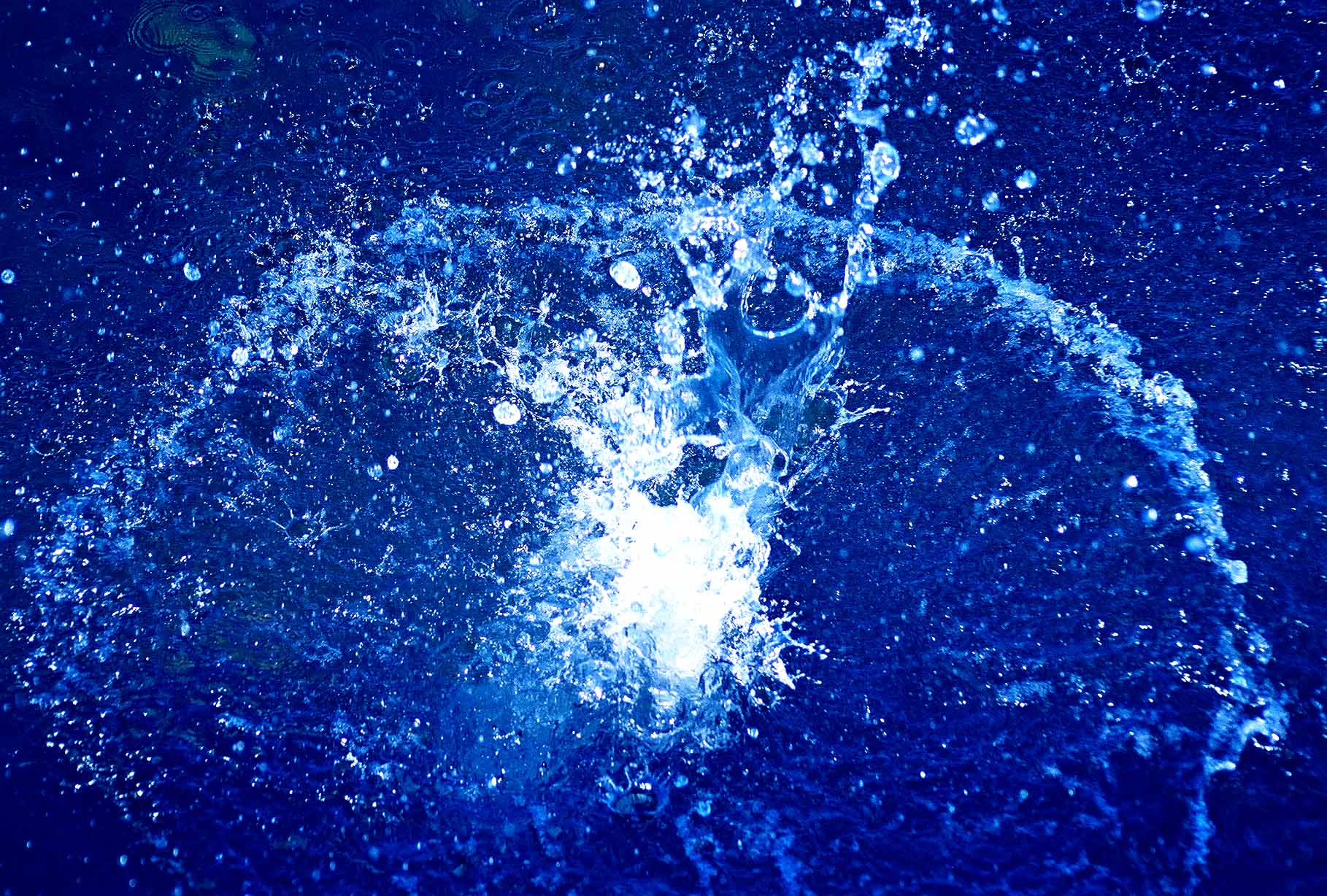
Un xipolleig després que un maó impacti sobre l'aigua; la imatge té un metre de diàmetre. Les gotetes d'aigua es mouen lliurement a través de l'aire, un fenonmen que es dona per fluxos ambnombres de Reynolds alts; les intricades formes no esfèriques de les gotetes indiquen que el nombre de Weber és alt.

En mecànica de fluids, el nombre de Weber (We) és un nombre adimensional que és útil quan s'analitzen fluxos en què hi ha una interfície entre dos fluids diferents, especialment fluxos multifàsics amb superfícies fortament corbes. Rep aquest nom en honor de Moritz Weber (1871-1951). Es pot entendre com la mesura de la importància de la inèrcia del fluid amb relació a la seva tensió superficial. El nombre és útil en l'anàlisi de fluxos de capes primes i la formació de gotes i bombolles.

## Explicació matemàtica
El nombre de Weber pot ser escrit comː
{\displaystyle \mathrm {We} ={\frac {\rho \,v^{2}\,l}{\sigma }}}  
on
- {\displaystyle \rho } és la densitat del fluid en (kg/m3).
- v és la seva velocitat (m/s).
- l és la longitud característica, típicament el diàmetre de la gota (m).
- {\displaystyle \sigma } és el tensió superficial (N/m).

El nombre modificat de Weber,
{\displaystyle \mathrm {We} ^{*}={\frac {\mathrm {We} }{12}}}  
és igual a la raó entre l'energia cinètica i l'energia de superfície,
{\displaystyle \mathrm {We} ^{*}={\frac {E_{\mathrm {cin} }}{E_{\mathrm {sup} }}}},
on 
{\displaystyle E_{\mathrm {cin} }={\frac {\pi \rho l^{3}U^{2}}{12}}}  
i
{\displaystyle E_{\mathrm {sup} }=\pi l^{2}\sigma }.

## Aplicacions
Una aplicació del nombre de Weber és l'estudi dels tubs termosifons bifàsics (més coneguts pel seu nom en anglès heat pipe). Quan el flux de moment en el nucli de vapor del heat pipe és alt, hi ha la possibilitat que l'esforç tallant exercit en el líquid a la metxa pot ser prou gran com per crear gotes en el flux de vapor. El nombre de Weber és un paràmetre adimensional que determina l'inici d'un fenomen anomenat límit d'arrossegament (quan el nombre de Weber és igual o més gran que 1). En aquest cas el nombre de Weber és definit com la raó entre el moment en la capa de vapor entre el tensor de superfície refrenant el líquid, on la llargària característica és la mida del porus.